# Glenea albofasciata
Glenea albofasciata là một loài bọ cánh cứng trong họ Cerambycidae.